# Káto Mármara
Káto Mármara (Kato Marmara) är en ort i Grekland.   Den ligger i prefekturen Nomós Ioannínon och regionen Epirus, i den nordvästra delen av landet, 300 km nordväst om huvudstaden Aten. Káto Mármara ligger 491 meter över havet och antalet invånare är 705.
Terrängen runt Káto Mármara är huvudsakligen kuperad, men åt nordost är den bergig. Runt Káto Mármara är det ganska tätbefolkat, med 100 invånare per kvadratkilometer. Närmaste större samhälle är Ioánnina, 3,2 km nordost om Káto Mármara. Trakten runt Káto Mármara består till största delen av jordbruksmark.